# روبرت فلاك (لاعب كريكت)
روبرت فلاك (7 فبراير 1943 - ) (بالإنجليزية: Robert Flack)‏ هو لاعب كريكت بريطاني.